# Praxair
Praxair, Inc., «Праксэйр» — американская химическая компания, крупнейший производитель и поставщик промышленных газов на территории Северной и Южной Америки, активно работающий на глобальных рынках. Компания производит и поставляет атмосферные, технические и специальные газы, а также высококачественные защитные покрытия. Praxair ведёт деятельность более чем в 50 странах мира. После слияния с немецкой компанией The Linde Group штаб-квартира находится в британском городе Гилфорд, а формально зарегистрирована в Ирландии.

## Историческая справка
Linde Air Products Factory была основана в 1907 году как американский филиал Linde и стала первой компанией в Соединенных Штатах, которая начала производить кислород из воздуха с применением криогенных методов разделения. В 1917 году была конфискована властями США и стала одной из четырёх компаний, из которых была сформирована Union Carbide.
В 1917 году компания впервые внедрила систему распределения сжиженного газа, а в конце Второй мировой войны применила систему снабжения предприятий газом по модели «on-site» (размещение оборудования на территории предприятия. В 1960-е Praxair были внедрены новые методы некриогенного разделения воздуха. С тех пор корпорация Praxair продолжает разработку и внедрение современных инновационных систем и технологий в различных отраслях промышленности.
В 1992 году из подразделения Union Carbide стала дочерней компанией Praxair, а в 1995 году — независимой компанией. Своё название компания Praxair позаимствовала от греческого слова «praxis», что значит «практическое применение», и слова «воздух» («air»), первичного материала, с которым работает компания.
В октябре 2018 года произошло слияние Praxair и Linde, в 2019 году, как условие одобрения сделки регуляторами рынка, были проданы большинство предприятий Linde в США, Китае, Индии и Республике Корея (в этих странах Praxair также имела значительное присутствие). Таким образом сто лет спустя немецкая группа Linde воссоединилась со своим бывшим американским филиалом.

## Деятельность
Офисы компании расположены практически в каждой стране и на каждом континенте (за исключением Австралии). В Южной Америке компания широко известна как White Martins . В Китае  и Индии  Praxair находится в числе крупнейших производителей промышленных газов. Компания Praxair также занимает прочные позиции в странах Европы.

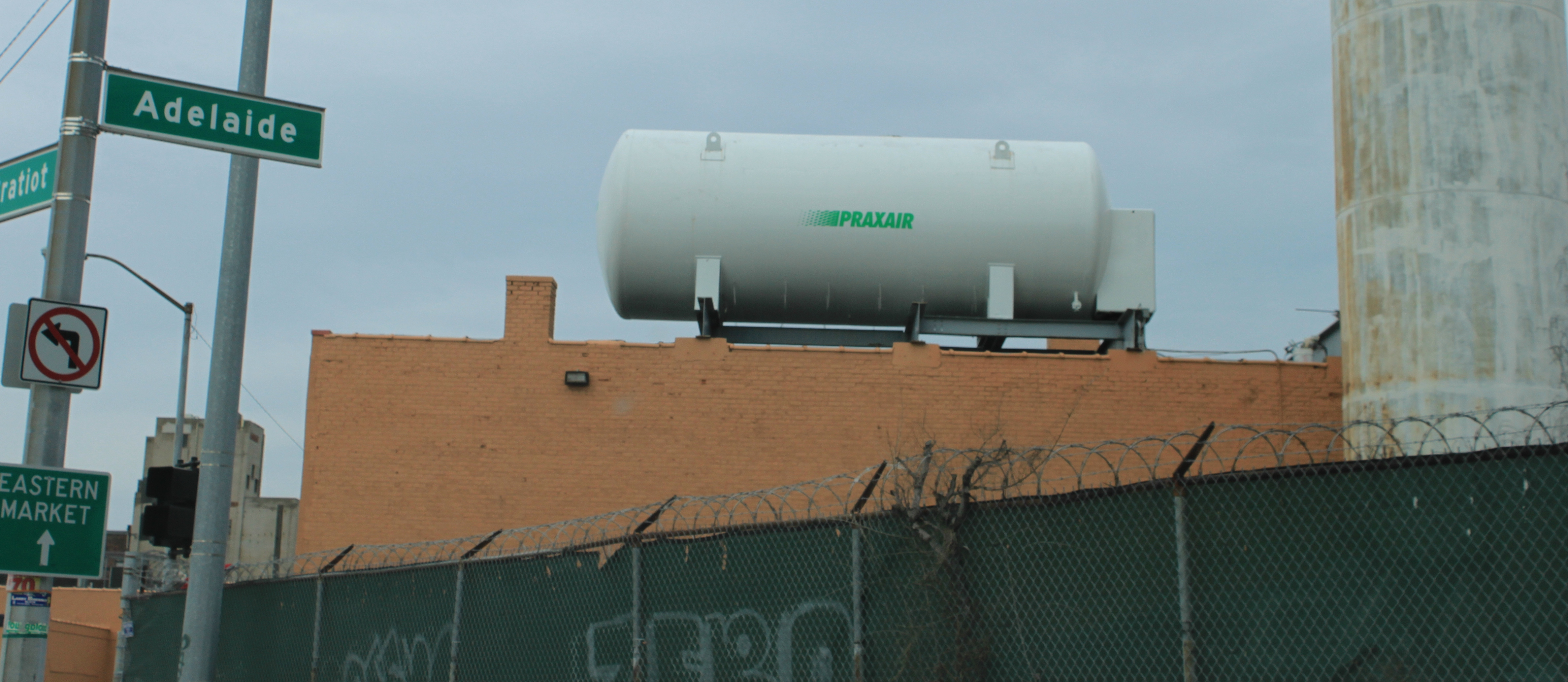
Криогенное хранилище компании Praxair на мясоперерабатывающем заводе, Детройт, штат Мичиган

Профилирующие продукты компании Praxair:
- Атмосферные газы — азот, кислород и аргон, а также инертные газы — ксенон, криптон и неон, получаемые в процессе сжатия воздуха и последующего его расширения и охлаждения до очень низкой температуры, при которой происходит его сжижение и разделение.
- Технические и специальные газы — водород, гелий, монооксид углерода, углекислый газ, ацетилен и специальные газы, получаемые из атмосферного воздуха или химическим способом.
- Инновационные технологии, позволяющие увеличивать производительность, сокращать потребление электроэнергии и производственные расходы, улучшать экологические характеристики выпускаемой продукции.

Компания также занимается разработкой, проектированием и строительством криогенного и некриогенного оборудования.